# جون هايمان
جون هايمان (بالإنجليزية: John Hyman)‏ هو فيلسوف بريطاني، ولد في 6 مارس 1960.